# Sukodono (Gresik)
Sukodono is een bestuurslaag in het regentschap Gresik van de provincie Oost-Java, Indonesië. Sukodono telt 1182 inwoners (volkstelling 2010).